# Rex Everhart
Rex Everhart (Watseka, 13 de junho de 1920 - Branford, 13 de março de 2000) foi um ator norte-americano. Apareceu em filmes como Superman (1978) e Friday the 13th (1980), no qual interpretou o motorista do caminhão, sendo este um de seus papéis mais conhecidos. Também forneceu a voz de Maurice em Beauty and the Beast (1991), da Disney.
Ele atuou em várias produções da Broadway, entre as quais Chicago, Anything Goes e o musical Working (de Stephen Schwartz), pelo qual foi indicado ao Prêmio Tony de melhor ator em 1978. Apareceu ainda em diversos programas de televisão, incluindo alguns telefilmes e episódios de séries como Law & Order e Ghostwriter.

## Primeiros anos e educação
Everhart nasceu em 13 de junho de 1920, em Watseka, Illinois, filho do Dr. A. M. Everhart e da enfermeira de formação Jeanette Everhart, que morreu quando Rex estava com 15 anos. Everhart frequentou a Western Military Academy na cidade de Alton, Illinois, em 1935, estudou na Universidade do Missouri e graduou-se em teatro pela Pasadena Playhouse, uma instituição histórica situada em Pasadena, Califórnia. Além disso, graduou-se e fez mestrado na Universidade de Nova Iorque e estudou atuação em Manhattan com Paul Mann, Martin Ritt e Curt Conway. Também serviu na Marinha dos Estados Unidos.

## Carreira

### Teatro
Everhart atuou pela primeira vez no palco quando tinha por volta de nove anos, em um concurso ao ar livre realizado em Watseka. Iniciou sua carreira teatral em 1939, trabalhando em teatros comunitários e de repertório, incluindo o Phoenix Theatre, o Yale Repertory Theatre e sete temporadas no The American Shakespeare Festival em Stratford, Connecticut. Apareceu em produções da Pasadena Playhouse, atuou e dirigiu espetáculos para a NYU, atuando também em Rhode Island e no Margo Jones Theatre em Dallas. Estreou na Broadway em 1955 na peça No Time for Sergeants e também trabalhou em produções como Anything Goes, Rags e Woman of the Year.
Em crítica à peça The Comedy of Errors, encenada no Shakespeare Theatre, Howard Taubman escreveu em 1963 no The New York Times: "Rex Everhart lida com os dois Dromios com infalível gosto cômico". E, em 1964, em crítica a uma produção de Much Ado About Nothing, Taubman disse que, como o policial Dogberry, Everhart "de alguma forma nos arranca um sorriso mesmo quando sabemos de cada piada simplória que está por vir". Em 1969, o ator substituiu Howard Da Silva no papel de Benjamin Franklin no musical 1776. Da Silva sofreu um ataque cardíaco pouco antes da abertura do espetáculo, então Everhart assumiu o papel até que Da Silva estivesse recuperado o suficiente para retornar. A atuação de Everhart foi preservada no registro gravado do musical, feito durante a ausência de Da Silva, que só veio a interpretar Franklin na adaptação cinematográfica lançada em 1972. Entre 1997 e 1998, Everhart novamente serviu como substituto para o papel.

### Televisão e cinema
A carreira televisiva do ator, iniciada na época em que toda a programação das emissoras era transmitida ao vivo, incluiu séries, peças, filmes, comerciais e papéis regulares em soap operas. No cinema, ele apareceu em 16 longas-metragens, entre os quais Friday the 13th (1980), no qual interpretou Enos, o motorista do caminhão que conduz a jovem monitora Annie até o malfadado acampamento de Crystal Lake. A última atuação cinematográfica de Everhart foi como a voz de Maurice, o pai de Bela, na versão original da animação Beauty and the Beast (1991), da Disney.

## Vida pessoal e morte
Everhart viveu por 37 anos em Westport, Connecticut. Em 1960, ele conheceu sua futura esposa, a atriz Claire Richard, enquanto atuavam na Broadway no musical Tenderloin. Eles tiveram uma filha chamada Degan e uma neta. O ator morreu de câncer de pulmão no dia 13 de março de 2000, aos 79 anos, em uma unidade de cuidados paliativos em Branford, Connecticut.

## Reconhecimento
Em 1978, Everhart foi indicado ao Tony Award de Melhor Ator Coadjuvante em Musical por seu papel no musical Working.

## Filmografia parcial

### Cinema
| Ano  | Título                             | Papel                         | Notas                | Ref.   |
| ---- | ---------------------------------- | ----------------------------- | -------------------- | ------ |
| 1965 | Who Killed Teddy Bear?             | Cliente rude                  |                      | [ 10 ] |
| 1973 | The Seven-Ups                      | Inspetor Gilson               |                      | [ 11 ] |
| 1978 | Matilda                            | Atendente da ASPCA            |                      | [ 11 ] |
| 1978 | Superman                           | Oficial de plantão            |                      | [ 12 ] |
| 1980 | Friday the 13th                    | Enos, o motorista do caminhão |                      | [ 7 ]  |
| 1981 | Friday the 13th Part 2             | Enos, o motorista do caminhão | Filmagens de arquivo | [ 12 ] |
| 1984 | Friday the 13th: The Final Chapter | Enos, o motorista do caminhão | Filmagens de arquivo | [ 11 ] |
| 1987 | The Rosary Murders                 | Padre Skiarski                |                      | [ 11 ] |
| 1989 | Family Business                    | Ray Garvey                    |                      | [ 11 ] |
| 1991 | Beauty and the Beast               | Maurice                       | Voz                  | [ 11 ] |

### Televisão
| Ano  | Título                     | Papel                    | Notas                                              | Ref.   |
| ---- | -------------------------- | ------------------------ | -------------------------------------------------- | ------ |
| 1960 | Sunday Showcase            | Oficial Le Baron         | Episódio: "The Sacco-Vanzetti Story"               | [ 13 ] |
| 1961 | 'Way Out                   | Fred Tench               | Episódio: "The Croaker"                            | [ 14 ] |
| 1962 | Naked City                 | Policial                 | Episódio: "Today the Man Who Kills Ants Is Coming" | [ 15 ] |
| 1962 | Car 54, Where Are You?     | Policial guarda de porta | Episódio: "No More Pickpockets"                    | [ 16 ] |
| 1963 | Windfall                   | Charlie                  | Telefilme                                          | [ 11 ] |
| 1966 | ABC Stage 67               | Klein                    | Episódio: "The Love Song of Barney Kempinski"      | [ 17 ] |
| 1968 | Man in a Suitcase          | Packard                  | Episódio: "The Boston Square"                      | [ 18 ] |
| 1976 | Stranded                   | John Rados               | Piloto televisivo                                  | [ 19 ] |
| 1977 | The Blue Hotel             | Scully                   | Telefilme                                          | [ 11 ] |
| 1979 | The Baby with Four Fathers | Paddy O'Brien            | Telefilme de curta-metragem                        | [ 20 ] |
| 1980 | Gnomes                     | Voz                      | Telefilme de animação                              | [ 21 ] |
| 1981 | Fisherman's Wharf          | Muldoon                  | Piloto televisivo                                  | [ 22 ] |
| 1982 | The Elephant Man           | Snork                    | Telefilme                                          | [ 23 ] |
| 1983 | Running Out                | Frank                    | Telefilme                                          | [ 24 ] |
| 1984 | ABC Afterschool Special    | Capitão Splasher Wilking | Episódio: "Summer Switch"                          | [ 25 ] |
| 1991 | Law & Order                | Inspetor de incêndio     | Episódio: "The Torrents of Greed"                  | [ 26 ] |
| 1992 | Square One Television      | Blinky Isenglass         | Episódio: "Mathnet: The Case of the Smart Dummy"   | [ 27 ] |
| 1992 | Lincoln                    | Voz                      | Especial (teledocumentário)                        | [ 28 ] |
| 1993 | Ghostwriter                | Ralph Dugan              | Episódio: "Over a Barrel: Part 2"                  | [ 29 ] |